# DJ Mustard
Dijon McFarlane (Los Angeles, 5 juni 1990), beter bekend als DJ Mustard, is een Amerikaans muziekproducent en dj uit Los Angeles, Californië. Hij staat bekend als de officiële dj van de rapper YG uit Compton en voor de producties van hitsingles van onder andere Tyga, 2 Chainz, YG, Kid Ink, Ty Dolla Sign, Trey Songz, Tinashe, Jeremih, TeeFlii, T.I., Fergie, will.i.am, Big Sean, Wiz Khalifa en meer. Mustard's produceerstijl wordt omschreven als een uptempo, club-georiënteerde, pakkende doch eenvoudig melodische hiphop stijl. Het sneeuwbaleffect hierop resulteerde in een combinatie met de muziekstijl West Coast-hiphop. Al zijn producties worden gekenmerkt door de tag "Mustard on the beat, hoe!", welk een sample van een stem is van YG's single "I'm Good".
Mustard's debuutalbum, 10 Summers, kwam uit op 26 augustus 2014.

## Biografie

### Jeugd
Op 11-jarige leeftijd liet Mustard's oom hem voor dj spelen op een familiefeest. Hij verkreeg zijn artiestennaam omdat zijn voornaam Dijon was, van de Dijonmosterd (mustard in het Engels). Mustard begon meer te dj'en en werd ook kwalitatief beter naarmate hij ouder werd. Hij gebruikt de productiesoftware Reason, aanvankelijk de versies 5 en 6 en nu 6.5.

## Discografie

### Studioalbum
- 10 Summers (2014)
- Perfect Ten  (2019)

### Mixtapes
- 4 Hunnid Degreez (met YG) (2012)
- Ketchup (2013)